# ラーケーリー
ラーケーリー（ヒンディー語：लाखेरी、Lakheri）は、インドのラージャスターン州、ブーンディー県の都市。

## 歴史
1793年6月、この地でマハーダージー・シンディアの軍勢とトゥコージー・ラーオ・ホールカルの率いる軍勢が激突し、ホールガル家が敗北した（ラーケーリーの戦い）。

## 地理
ラーケーリーは北緯25度40分 東経76度10分 / 北緯25.67度 東経76.17度に位置している。